# Wayland (Kentucky)
Wayland és una població dels Estats Units a l'estat de Kentucky. Segons el cens del 2000 tenia 298 habitants.

## Demografia
Segons el cens del 2000, Wayland tenia 298 habitants, 118 habitatges, i 86 famílies. La densitat de població era de 166,8 habitants/km².
Dels 118 habitatges en un 32,2% hi vivien nens de menys de 18 anys, en un 55,9% hi vivien parelles casades, en un 15,3% dones solteres, i en un 27,1% no eren unitats familiars. En el 25,4% dels habitatges hi vivien persones soles el 13,6% de les quals corresponia a persones de 65 anys o més que vivien soles. El nombre mitjà de persones vivint en cada habitatge era de 2,53 i el nombre mitjà de persones que vivien en cada família era de 3,07.
Per edats la població es repartia de la següent manera: un 26,5% tenia menys de 18 anys, un 10,1% entre 18 i 24, un 25,2% entre 25 i 44, un 23,8% de 45 a 60 i un 14,4% 65 anys o més.
L'edat mediana era de 35 anys. Per cada 100 dones de 18 o més anys hi havia 79,5 homes.
La renda mediana per habitatge era de 14.688 $ i la renda mediana per família de 20.938 $. Els homes tenien una renda mediana de 24.625 $ mentre que les dones 25.625 $. La renda per capita de la població era de 7.886 $. Entorn del 30,4% de les famílies i el 38,4% de la població estaven per davall del llindar de pobresa.

## Poblacions més properes
El següent diagrama mostra les poblacions més properes.